# LOSAT (ミサイル)
MGM-166 LOSAT（ローサット、Line-of-Sight Anti-Tank）は、アメリカ軍が開発していた対戦車ミサイルである。
成形炸薬弾を使用する通常の対戦車ミサイルと異なり炸薬は搭載せず、超高速で飛翔しミサイル本体の運動エネルギーで目標を撃破する運動エネルギーミサイルであった。実射試験などで良好な結果を残したものの、高コストだったことに加えて、ミサイル自体のサイズや重量による各種制約などの問題が存在したことから、2004年に開発中止となった。

## 概要
現代の主要な対戦車兵器としては、戦車砲と対戦車ミサイルとがあり、どちらも一長一短があるが、即応性や弾速、および対戦車ミサイルの成形炸薬弾弾頭よりも戦車砲のAPFSDSの方が威力が高いために、戦車砲のほうがやや有利とされている。ただし、戦車砲はその大重量と発射時の反動があり、複雑な射撃管制装置も必要となるため、その搭載車両は大型にならざるを得なかった。そのため、特に外征型のアメリカ陸軍にとっては、機動的に展開する軽装の部隊に随伴でき、空輸が容易な軽車両に搭載できる速射性の高い新型対戦車兵器が必要とされた。その要求を満たそうとしたのがLOSATである。
LOSATは、ごく簡潔に言えば誘導弾化したAPFSDSである。超高速で飛翔し、炸薬ではなくミサイル自身の持つ運動エネルギーにより戦車などを撃破するものである。

## 構成
LOSATは高い燃焼速度と推力を持った固体推進薬と、そのような推進薬の燃焼圧力や温度、加速度に耐えうる強靭なモータケースを持った固体ロケットによって、発射後速やかに秒速1,500m以上に加速される。この高速度によって敵戦車の回避を困難にし、同時にその巨大な運動エネルギーによって目標の装甲を貫徹する。そのため、弾頭にはタングステン合金の弾芯のみが内蔵されており、炸薬は搭載されていない。
その高加速度と高速度のため通常の対戦車ミサイルで用いられるような誘導方式の採用は困難であり、ミサイル本体にシーカーその他の誘導装置を搭載しない。代わりに、発射装置のFCSの赤外線カメラにおいて目標を捕捉し、誘導信号をレーザーで飛翔中のミサイルに送ることによって目標へ誘導する。ミサイルであるために発射機構は砲よりも簡易で済み、戦車砲と比較し重量が軽減されるが、結局運用において高級なFCSを必要とし、当然ながらミサイルの価格はAPFSDSのそれに比して格段に高価になった。
搭載車両については様々な検討がなされたが、最終的にはM1114装甲強化型ハンヴィーが選定された。発射車両はキャビン上にミサイルの連装発射機を2基、計4発を搭載し、キャビン天面に照準誘導装置が備えられている。また、車両後部には再装填作業用に小型のクレーンを備える。この発射車両に予備のミサイルコンテナを積載したハンヴィーが随伴するか、もしくは発射車両が4基の連装ミサイルコンテナを積載したトレーラーを牽引することで1発射ユニットが構成される予定であった。

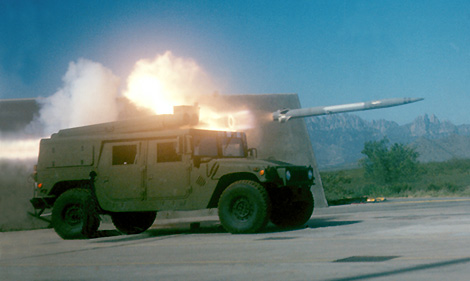
ミサイル発射の瞬間
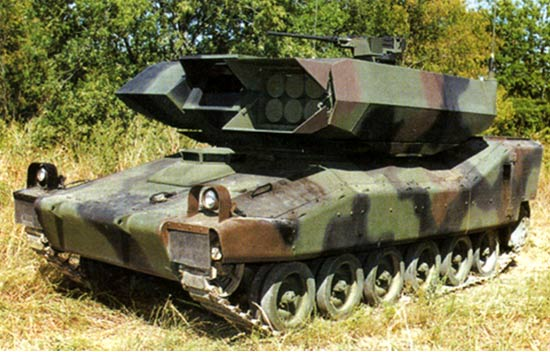
FMC社の開発したCCV-L計画の試作車両（M8 AGS）に搭載されたLOSATの発射機
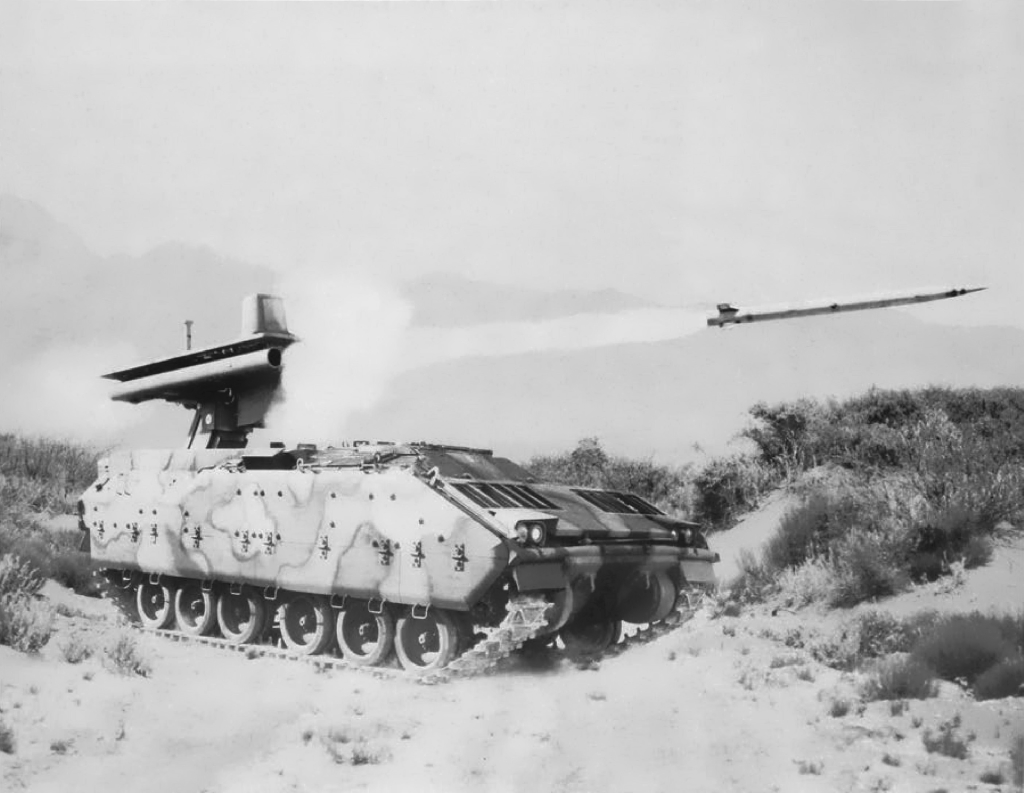
M2ブラッドレー歩兵戦闘車の車体にLOSAT発射機を搭載した車両

## 開発・配備
アメリカ陸軍は当初開発に熱心であり、開発は1989年から開始されたが、1992年には予算が削減され、1996年には一時中止となった。1998年には技術研究の一環として開発が再開され、12基の発射装置およびそれを搭載する車両と、144基のミサイルの導入が決定された。
2002年には"MGM-166"の制式名称が与えられ、ミサイル108基の生産契約が結ばれた。同年10月には各種合計12両の発射装置とその搭載車両が納入され、2003年8月から2004年3月までの間によって様々な目標に対して試射が行われた。この試験期間に18発が発射された実射試験の結果は良好で、距離2,400mで時速22マイル（約35.4km）で走行する戦車に命中させた他、4,300mの距離で低速で走行する戦車に命中させ、標準的なサイズの強化された掩体壕に命中させることができた。
しかし、高度な射撃管制装置や推進／誘導装置による価格面や、ミサイル自体の大きさと重さによる制約（大型で重いために搭載できる車両が限られ、空輸性を重視して4輪駆動車に搭載した場合、発射車両には4発しか搭載できない）が問題となり、発射装置は最初の発注分の12セットのみが、ミサイル本体は2002年8月より2004年までに低率生産により108発が生産されたのみで、それ以上の発注は行われず、2004年の7月をもって計画は中止となった。
LOSATの研究成果を利用して、より小さなサイズの小型運動エネルギーミサイル（CKEM）(Compact Kinetic Energy Missile)の開発が進められていたがこちらもキャンセルされている。